# Alexandros Tzorvas
Alexandros Tzorvas (Atenas, Grecia, 12 de agosto de 1982) es un exfutbolista griego. Jugaba de portero y su último equipo fue el NorthEast United de la Superliga de India.

## Biografía
Tzorvas empezó su carrera futbolística en las categorías inferiores del Panathinaikos. El primer equipo por aquel entonces tenía grandes porteros como Konstantinos Chalkias o Antonios Nikopolidis, así que Tzorvas no tenía oportunidades de debutar con la primera plantilla. Por eso su club decide cederlo. 
Tzorvas jugó en calidad de cedido en varios equipos de divisiones inferiores: Agios Nikolaos FC, Markopoulo Mesogaias FC y Thrasyvoulos FC.
En 2005 regresa al Panathinaikos. Esta vez al primer equipo. Permanece allí dos temporadas, pero como guardameta suplente. Solo disputa un partido de Liga en esta época.
En 2007 ficha por el OFI Creta, donde disputa partidos con regularidad.
Al año siguiente regresa al Panathinaikos.
En 2011 es transferido al Palermo de Italia en donde jugarìa hasta su descenso en el 2013.
En 2013 es transferrido al Apollon Smyrnis de la Super Liga de Grecia.

## Selección nacional
El 21 de marzo el seleccionador nacional, Otto Rehhagel, convocó a Tzorvas para un partido amistoso contra Portugal, aunque finalmente no le dio la oportunidad de debutar con la camiseta nacional. 
Fue convocado para participar en la Eurocopa de Austria y Suiza de 2008. No llegó a debutar en esta competición y tuvo que conformarse con ser el tercer portero de su selección, por detrás de Antonios Nikopolidis y Konstantinos Chalkias.
Finalmente fue convocado para la selección mayor griega en el mundial 2010 donde disputó los 3 partidos de la primera ronda.

### Participaciones en Copas del Mundo
| Mundial                        | Sede      | Resultado    |
| ------------------------------ | --------- | ------------ |
| Copa Mundial de Fútbol de 2010 | Sudáfrica | Primera fase |

## Clubes
| Club                 | País   | Año         |
| -------------------- | ------ | ----------- |
| Agios Nikolaos       | Grecia | 2001 - 2003 |
| Markopoulo Mesogaias | Grecia | 2003 - 2004 |
| Thrasyvoulos         | Grecia | 2004 - 2005 |
| Panathinaikos        | Grecia | 2005 - 2007 |
| OFI Creta            | Grecia | 2007 - 2008 |
| Panathinaikos        | Grecia | 2008 - 2011 |
| Palermo              | Italia | 2011 - 2012 |
| Genoa                | Italia | 2012 - 2013 |
| Apollon Smyrnis      | Grecia | 2013 - 2014 |
| NorthEast United     | India  | 2014-2015   |